# Piney Township (comté de Pulaski, Missouri)
Piney Township est un ancien township, situé dans le comté de Pulaski, dans le Missouri, aux États-Unis,.
Le township est fondé en 1853 et baptisé en référence au cours d'eau Big Piney River (en).

### Source de la traduction
- (en) Cet article est partiellement ou en totalité issu de l’article de Wikipédia en anglais intitulé « Piney Township, Pulaski County, Missouri » (voir la liste des auteurs).